# جان بينكافا
جان ياروسلاف بينكافا (21 يونيو 1963) هو مُنتج، ومُخرج، وكاتب ورسام رسوم مُتحركة يحمل الجنسيات التشيكية، والبريطانية والأمريكية. عرف بإخرجه الفيلم القصير (لعبة جيري) لشركة بيكسار، كما عمل مخرجًا وكاتبًا مُشارك في فيلم الطباخ الصغير، وكلا الفلمين فاز بجائزة الأوسكار.

## حياته
وُلد جان ياروسلاف بينكافا في يونيو من عام 1963 في مدينة براغ واحدٌ من أربعة أشقاء لوالده عالم النفس والموسيقي والشاعر والروائي التشيكي فاتسلاف ياروسلاف كاريل بينكافا (9 ديسمبر 1926 - 13 أغسطس 1995)، المعروف باسمه المستعار جان كريسادلو.

## الجوائز
- حصد 11 جائزة دولية ورُشح لنيل 6 جوائز إضافية.[6][7]
- جائزة الأوسكار لأفضل فيلم رسوم متحركة قصير.
- المرشح لجائزة الأوسكار لعام 2008 عن أفضل كتابة، لأفضل سيناريو أصلي عن فيلم راتاتوي